# 勉強してきましたクイズ ガリベン
『勉強してきましたクイズ ガリベン!』（べんきょうしてきましたクイズ ガリベン）とは、テレビ朝日系列局で放映されていたクイズ番組である。ハイビジョン制作（地上デジタル放送のみ）・字幕放送・データ放送を実施。
ドスペ2などで単発特番として放映され、2007年10月13日に初めてゴールデンタイムで特番が放映された。
2008年1月19日から毎週土曜日の19:00 - 19:57（JST）にレギュラー放送されていたが、2009年2月21日をもって番組は終了した。

## 概要
毎回、あるテーマを取り上げ、そのテーマの知識を4 - 5名の解答者が競う。ただしこの番組の特徴として、出題範囲の事柄に関する資料が解答者に渡されていて、本番前の事前勉強が公に許可されている。資料以外の勉強も許容され、本番でも、その成果をゲストにアピールして点数を稼ぐことができるなど、事前勉強がクローズアップされている。
ドスペ2枠で数回単発で放送された後、2008年1月からレギュラー化された。視聴率はレギュラー開始当初から1桁が多く、チーム戦にするなどのテコ入れが図られるが、やはり1桁の視聴率が続いた。
そこで同年5月から、「大人になっても使える教科書クイズ」にコンセプトを変更。3人1チームで教科書の範囲内から出題される複数のテーマの問題に答え、100点満点を目指す内容になっている。また2008年7月頃からは、昭和のヒット曲など年配層向けの内容が多くなった。
北京オリンピックの中継等による休止が多かったが、2008年8月23日の2時間SPでは、7時台8時台共に時間帯トップの15.6%を獲得し、番組最高視聴率を記録している。スペシャルで昭和の歌謡曲を取り上げると視聴率が上がることから、次第にレギュラー放送も昭和歌謡のみの番組にシフトしつつあった。しかし、毎年秋期に「ISUグランプリシリーズ」「ISUグランプリファイナル」放送があったほか特番休止が乱発、視聴率も一桁が続き、2009年2月21日の放送をもって終了した。最終回にあたっての挨拶は無かった。
その後、番組の『サタスペ!』では不定期だが昭和の歌謡曲をシフトしたクイズ特番『昭和歌謡クイズ みんなの懐うた』を放送した。司会は『ガリベン!』と同じである。
マスコットキャラクターはフクロウ。

## 司会・進行

### 司会
- 東野幸治

### 進行
- 下平さやか（テレビ朝日アナウンサー、6回目以降レギュラー放送時）
- 前田有紀（テレビ朝日アナウンサー、4回目以降レギュラー放送時）
- 堂真理子（テレビ朝日アナウンサー、5回目まで）

## 主な解答者
- 麻木久仁子 - この番組に出演する際にはメガネを着用することが多かった。
- 東貴博（Take2）
- 斉藤慶子
- 西川史子
- 有賀さつき
- 西村知美
- 松本伊代
- 松居直美
- 矢部太郎（カラテカ） - 勉強量はずばぬけて多いが、口下手なところがあるのでアピールタイムで失敗することが多かった。
- 松居一代
- 千原せいじ（千原兄弟）
- 渡部建（アンジャッシュ）
- アンガールズ（田中卓志・山根良顕）
- 山崎邦正
- 金子貴俊
- 杉浦太陽
- 中澤裕子
- 矢口真里
- 吉澤ひとみ
- 優木まおみ
- 和希沙也 他多数

### 放送日時と勉強テーマ
単発放送
放送時刻は日本標準時。
1. 2007年5月19日（ドスペ2）「戦国時代」
2. 2007年6月22日 23:15 - 24:10「寿司」
3. 2007年8月5日（日曜ワイド）「犬」
4. 2007年8月25日（ドスペ2）「クラシック」
5. 2007年10月13日 19:00 - 20:54 前半「幕末」、後半「京都」
6. 2007年12月15日 13:55 - 15:25「スイーツ」

レギュラー放送
1. 2008年1月19日（初回2時間拡大版）「体の仕組み」前半・体、後半・頭
2. 1月26日「大奥」
3. 2月2日「海の生物」
4. 2月9日「世界遺産｣
5. 2月16日「冠婚葬祭」
6. 2月23日「中華」
7. 3月1日「犬」
8. 3月8日「ディズニー」
9. 3月15日（2時間拡大版）「日本の歴史」（前半・江戸時代、後半・幕末から明治時代）
10. 4月19日「寿司」
11. 4月26日（2時間拡大版）「昭和の歌謡曲」…番組初の団体戦（3人1チームの4チーム対抗戦）
12. 5月10日「漢字の読み」、「諺」、「クラシック」、「世界の国旗」、「ニュース」
13. 5月17日「漢字の読み」、「慣用句」、「絵画」、「花」、「世界の国旗」
14. 6月7日「地理」、「観光名所」、「鳥の鳴き声」、「世界遺産」、「歴史人名」
15. 6月14日「絶滅危惧動物」、「クラシック」、「野菜の名前」、「地理」、「歴史人名」
16. 6月21日「郷土料理」、「ブランド食材」、「音楽の教科書」、「日本の祭り」、「夏の花」
17. 7月5日（2時間拡大版）「昭和の歌謡曲」2 スペシャル
18. 7月12日「伝統工芸」、「スイーツ」、「クラシック」、「昭和のオリンピック」、「地理」
19. 7月26日「駅弁」、「ブランド食材」、「世界の国名」、「昭和の名作映画」、「地理」
20. 8月23日（2時間拡大版）「昭和の歌謡曲」3 スペシャル
21. 8月30日「昭和史クイズ」
22. 9月6日「昭和史」（昭和歌謡、昭和のテレビ、昭和のスポーツ、昭和のスター）
23. 9月13日「郷土料理」、「観光名所」、「三大○○」、「方言」

## ルール（2008年5月 - 2009年2月）
- 3人1チームの、4チーム対抗戦。
- 本番収録の2週間前、その回の解答者である芸能人に出題範囲を発表。番組が用意した資料などをもとに本番までの2週間、各自がその範囲に関して猛勉強をする。
  - 2008年10月放送分以降は、高学歴や雑学に長けているタレント3人にガリベンチーム（3人1チーム）を加えた4組による対抗戦。ハンデとしてガリベンチームのみ、その回の出題範囲に関して、事前に1週間猛勉強できる。
- クイズは全部で5ブロックに分かれており、1ブロックごとに、正解した分の得点が加算される。
  - 前半3ブロックはペーパーテスト形式。ブロックのテーマに沿った問題を10 - 15問連続で出題、1問10秒以内に筆記で解答する。1問正解につき10点。
  - 後半2ブロックは5ヒント形式。5つのヒントから連想される都道府県名などを答える。答えられるのは1問につき1回のみで、1ヒントごとに各チームは、「チャレンジ（答える）」か「スルー（答えない）」かを選択し、「チャレンジ」を選択したチームは筆記で解答する。正解すればそのヒントの得点（第1ヒント・20点、第2ヒント・10点、第3ヒント・5点、第4ヒント・3点、第5ヒント・1点）が加算され、不正解の場合はその問題の解答権が無くなる。全5問出題。
  - それ以外にも、関連性のある3問1セットで出題される問題に答えるブロックが行われる事もある。
- 全ての時間が終わった時点で、点数が最も高かったチームがその回の「ガリベンチャンピオン」。
- また、クイズの合間に事前予習の暗記を発表する機会「アピールタイム」が与えられ、解答者は挙手で暗記した内容やそこからさらに発展させた薀蓄を披露する。観客役の「ほめゲスト」は、発表の内容に感銘を受けたらそのチームの色の番組キャラクターの人形（フクロウのモチーフ）をなで、逆にひどい内容だと思ったら人形を叩く（殴る）。アピールタイムでの評価は、個人賞にかかわるが、チームの点数には加味されない（2008年10月以降は、ほめゲストは廃された）。

## 過去のルール（単発放送・レギュラー版2008年1月 - 4月）
- 本番収録の2週間前、その回の解答者である5名（単発時代は4名の回も）の芸能人にクイズのテーマを発表。番組が用意した資料などをもとに本番までの2週間、各自がテーマに関して猛勉強を行う。
  - クイズ開始前に参考までに、解答者の勉強時間や勉強法が紹介される。
- クイズは3ブロックに分かれており（後述）、正解するとポイントが加算される。
  - 基本的に全ブロック共通で、1問正解につき10点。ただし、早押し問題で出題画面に難問と表示された問題は、正解すると20点獲得となる。
- また、クイズの合間に事前予習の暗記を発表する機会「アピールタイム」が与えられ、解答者は挙手で暗記した内容やそこから更に発展させた薀蓄を披露する。観客役の「ほめゲスト」は、発表の内容に感銘を受けたら発表者の似顔絵が付いたこけし形の人形をなでて、逆に酷い内容だと思ったら人形を叩く（殴る）。なでられた場合は、その秒数に比例したポイント（1秒につき1点）が加算され、叩かれた場合は逆にその回数だけポイントが減点される（1回につき－5点）。これらは「ほめポイント」と称され、クイズ成績と同程度、成績に影響を及ぼす事になる。
- 最後にクイズのポイントとほめポイントを合算した最終成績を発表。合計得点1位がその回の「ガリベンチャンピオン」。

### レギュラー化からの追加ルール
- 特番の場合、まずは出題範囲の異なる2つのブロックを行ってから、各ブロックの1位が1対1で戦う決勝戦で「ガリベンチャンピオン」を決める。
- 稀に1 - 2問、ほめゲストから出題される問題に挙手で答える「ラッキークイズ」が出題されることがあり、そこで正解するとほめポイントを稼ぐことができる。

### クイズのブロック
第1ブロック・基礎問題
- 基本的な事項から出題される口頭問題。
- 画面から見て、向かって左端の人から1人1問ずつ順番に出題される。正解の場合は向かって右隣の人に次の問題が出る。不正解の場合は右隣の人が同じ問題に答える。これを2巡行う。

選択問題
- 3択問題。1問正解につき5ポイントである。

第2ブロック・テーマ問題
- 1問ごとに1つの小テーマを題材にしたVTRを流し、そこからクイズを出題。
- 解答は記述式。
- 2問出題。

第3ブロック（ファイナルガリベン）・早押し問題
- 今回のテーマに合わせたストーリー形式のVTRから問題が出題され、解答者は早押しで答える。
  - 早押しは出題画面に切り替わった瞬間から受け付けられる。しかし、出演者は予習の成果により出題される問題が想像できるため問題が出る前から解答権を得るために早押しボタンを激しく連打することが当たり前になっており、ある意味一番の見所である。そのため、2008年2月9日放送分からは視聴者への配慮として、答える瞬間から問題文を表示している。この演出はクイズ番組としては珍しい。

- 不正解はその問題の解答権を失う。
- 10 問前後を出題。

### 決勝戦（特番時のみ）
- 事前に行った2ブロックの1位による、1対1対戦。
- 片方は攻撃側となり、提示された3つのキーワードや写真の中から1つを選択。守備側には選ばれたキーワード・写真に関する問題が出題されるので、口頭で答える。
- 正解・不正解に関わらず攻守を交代。
- これを3回戦行い、正解数のより多かった方が「ガリベンチャンピオン」となる。なお、同数の場合は延長サドンデス。

## 主なスタッフ

### レギュラー版
- ナレーション - 根岸朗、井上喜久子
- 構成 - 中野俊成、岩本哲也、中垣ヒデキ、藤本昌平、なかじまはじめ
- クイズ作成 - 内海邦一、河野有、穂坂友宏
- リサーチ - 高森雄幸、後藤美穂、村上洋賢
- 制作 - 増田哲英・長島美穂（テレビ朝日）
- AP - 志波佳代子（テレビ朝日）、吉見枝里子
- FD - 永澤浩也
- ディレクター - 菊池泰子、塩田宮子、栗山裕次郎、有馬巨人、大城浩一郎、林貢司、
- チーフディレクター - 武島義之、岡田直也
- 総合演出 - 小島健嗣（テレビ朝日）、古賀謙一
- プロデューサー - 小林正・奥村彰浩（テレビ朝日）、市岡まさひこ、鈴木寿一、上條昌樹、伊藤和美
- チーフプロデューサー - 畔柳吉彦（テレビ朝日）
- 技術協力 - テイクシステムズ、スウィッシュ・ジャパン、日放、共立
- 美術協力 - テレビ朝日クリエイト、テルミック
- 制作協力 - トップシーン、コラボレーション、ディープロジェクト
- 制作著作 - テレビ朝日

### 単発時代
- ナレーション - 難波圭一、藤田淑子、鶴ひろみ
- 構成 - 中野俊成、岩本哲也、中垣ヒデキ、藤本昌平、内藤高淑
- クイズ作成 - 内海邦一、藤原昭彦、河野有
- ディレクター - 山岡重樹（テレビ朝日）、川口智久、後藤敬昭、松本幸導、野中哲也、玉置典幸
- プロデューサー - 小島健嗣（テレビ朝日）
- チーフプロデューサー - 畔柳吉彦（テレビ朝日）
- 技術協力 - テイクシステムズ、池田屋、日放、共立、ロッコウプロモーション、エキスプレス・シー・アール
- 美術協力 - テレビ朝日クリエイト、テルミック
- 制作著作 - テレビ朝日

## ネット局
| 放送対象地域  | 放送局             | 系列           | ネット形態 | 備考                         |
| ------------- | ------------------ | -------------- | ---------- | ---------------------------- |
| 関東広域圏    | テレビ朝日         | テレビ朝日系列 | 制作局     |                              |
| 北海道        | 北海道テレビ       | テレビ朝日系列 | 同時ネット |                              |
| 青森県        | 青森朝日放送       | テレビ朝日系列 | 同時ネット |                              |
| 岩手県        | 岩手朝日テレビ     | テレビ朝日系列 | 同時ネット |                              |
| 宮城県        | 東日本放送         | テレビ朝日系列 | 同時ネット |                              |
| 秋田県        | 秋田朝日放送       | テレビ朝日系列 | 同時ネット |                              |
| 山形県        | 山形テレビ         | テレビ朝日系列 | 同時ネット |                              |
| 福島県        | 福島放送           | テレビ朝日系列 | 同時ネット |                              |
| 新潟県        | 新潟テレビ21       | テレビ朝日系列 | 同時ネット |                              |
| 長野県        | 長野朝日放送       | テレビ朝日系列 | 同時ネット |                              |
| 静岡県        | 静岡朝日テレビ     | テレビ朝日系列 | 同時ネット |                              |
| 富山県        | 富山テレビ         | フジテレビ系列 | 遅れネット | レギュラー化前の単発特番のみ |
| 富山県        | チューリップテレビ | TBS系列        | 遅れネット | レギュラー版を放送           |
| 石川県        | 北陸朝日放送       | テレビ朝日系列 | 同時ネット |                              |
| 中京広域圏    | 名古屋テレビ       | テレビ朝日系列 | 同時ネット |                              |
| 近畿広域圏    | 朝日放送           | テレビ朝日系列 | 同時ネット |                              |
| 広島県        | 広島ホームテレビ   | テレビ朝日系列 | 同時ネット |                              |
| 山口県        | 山口朝日放送       | テレビ朝日系列 | 同時ネット |                              |
| 香川県 岡山県 | 瀬戸内海放送       | テレビ朝日系列 | 同時ネット |                              |
| 愛媛県        | 愛媛朝日テレビ     | テレビ朝日系列 | 同時ネット |                              |
| 高知県        | 高知放送           | 日本テレビ系列 | 遅れネット |                              |
| 福岡県        | 九州朝日放送       | テレビ朝日系列 | 同時ネット |                              |
| 長崎県        | 長崎文化放送       | テレビ朝日系列 | 同時ネット |                              |
| 熊本県        | 熊本朝日放送       | テレビ朝日系列 | 同時ネット |                              |
| 大分県        | 大分朝日放送       | テレビ朝日系列 | 同時ネット |                              |
| 鹿児島県      | 鹿児島放送         | テレビ朝日系列 | 同時ネット |                              |
| 沖縄県        | 琉球朝日放送       | テレビ朝日系列 | 同時ネット |                              |